# Partido Obrero Socialista (México)
El Partido Obrero Socialista (POS) es una organización política de orientación socialista en México. Fue fundado en 1980 y se identifica con las corrientes del marxismo, trotskismo y comunismo. A nivel internacional, forma parte del Comité por el Reagrupamiento Internacional Revolucionario (CRIR), con el cual comparte la lucha por la transformación socialista de la sociedad. Su órgano de difusión es el periódico El Socialista.

## Historia
El Partido Obrero Socialista, de tradición trotskista, fue fundado en México en 1980, escindiéndose del PRT, como parte de una ruptura dentro de la Cuarta Internacional, entre la tendencia de Ernest Mandel y la tendencia de Nahuel Moreno. El POS se constituyó como la sección mexicana de la Liga Internacional de los Trabajadores - Cuarta Internacional LIT-CI, la agrupación dirigida por Nahuel Moreno.
El POS obtuvo su registro como Agrupación Política Nacional en 2004 como Movimiento al Socialismo (México), y durante un tiempo fue conocido como POS-MAS.
El órgano central del POS es El Socialista, periódico bimestral, independiente y sin publicidad que se publica desde la fundación del partido. Otra publicación es la revista teórica Pluma, trimestral y de carácter internacional, publicada desde el año 2004. El POS además auspicia el foro de debate digital Carabina 30-30.
El POS busca ayudar a la creación de una organización político de los trabajadores mexicanos de la ciudad y el campo. En su historia ha participado en varios movimientos, de los que destacan las luchas de colonos por el derecho a una vivienda digna, así como la organización de los damnificados por el terremoto de 1985. Más adelante, codirigieron la huelga de la UNAM del 1999-2000.
Encabezó en la primera década del siglo XXI algunos de los movimientos obreros más importantes de México; a destacar la Huelga de los obreros de Euzkadi, contra Continental Tire, una de las 5 empresas llanteras transacionales más poderosas; el movimiento de la vidriera del Potosí en el estado de San Luis. Antes, el movimiento de la fábrica de General Motors en la Ciudad de México a principios de la década de los 90', etc.
Tienen una importante participación en sectores obreros y magisteriales organizados de forma independiente a los aparatos del Estado. Aparte de los antes citados, cabe destacar su participación en la sección 22 del magisterio de la CNTE, columna vertebral de la APPO y de la insurrección del año 2006. El POS es una tendencia importante dentro del magisterio democrático, sobre todo en Oaxaca.
Han tenido una destacada participación en la lucha por la libertad de los presos políticos, como Nestora Salgado, dirigente de la Policía Comunitaria de Olinalá, los presos de Atenco, los Hermanos Cerezo y del SME. Pronunciándose por la libertad de todos y todas las presas políticas del país y del mundo. 
El POS rompió en el 2004 con lo que quedaba de la LIT-CI, y en 2012 forma, junto con organizaciones afines de otros países, el Comité por el Reagrupamiento Internacional Revolucionario (CRIR), que lucha por la refundación de la Cuarta Internacional.